# Ernst Senckel

Ernst Senckel

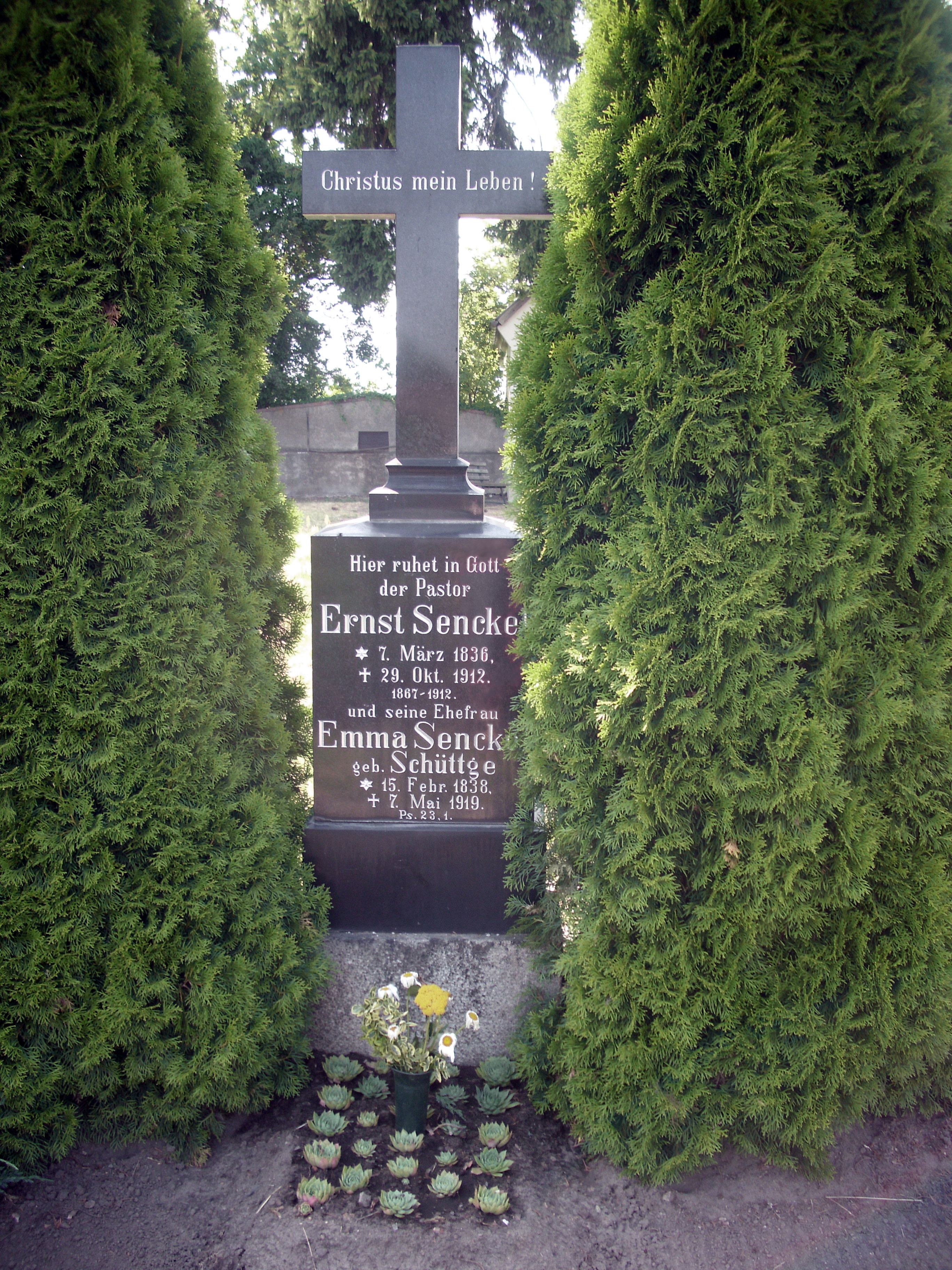
Grabmal von Ernst Friedrich Gottlieb Senckel und seiner Frau Emma Schüttge

Ernst Friedrich Gottlieb Senckel (* 7. März 1836 in Mertensdorf (Landkreis Prignitz, Brandenburg); † 29. Oktober 1912 in Hohenwalde (bei Frankfurt (Oder), Brandenburg)) war neben seinem Beruf als evangelischer Pfarrer auch Dichter, Schriftsteller und Geschäftsführer des am 2. November 1880 gegründeten Vereins für Jugendsparkassen in Deutschland.

## Leben
Ernst Senckel studierte Theologie an den Universitäten Halle, Tübingen und Berlin. 1861 bis 1864 war er pfarramtlich tätig im Rauhen Haus Wicherns in Hamburg-Horn. Nach der Ordination im Jahre 1864 trat er seine erste Pfarrstelle in Deutsch Lieskau, ehemals Kreis Doberlug-Sonnenwalde, an. Als Feldgeistlicher war er ab 1866 im Lazarett der Mainarmee.
Am 23. Juli 1867 wurde er zum Pfarradjuncten cum spe succedendi einem Amtsgehilfen des Pfarrers mit der Hoffnung auf die Nachfolge, der evangelischen Gemeinden der Parochie Hohenwalde bestellt.
Auf sein Betreiben hin wurde die Markendorfer Kirche 1868 und die Hohenwalder Kirche 1869 restauriert.
An der Schule des Ortes eröffnete er eine Sonntagsschule, einen christlichen Leseverein und eine Volksbibliothek. Am 1. November 1867 führte er hier das Schulsparen ein durch Gründung einer Schulsparkasse. Nach Senckels Vorstellung sollte die Entwicklung von Sparsinn und Selbstbeherrschung bereits in der Kindheit gefördert werden. Die Verbindung von Schule und Sparwesen sah er als besonders günstig an, da die Schule bereits erzieherisch Einfluss nehmen konnte. In weiterer Folge dieser Überzeugung kam es zur Gründung des Vereins für Jugendsparkassen in Deutschland.
Seit der Gründung seiner ersten Schulsparkasse am 1. April 1867 begann er auch Artikel und Bücher zum Sparen zu verfassen. 1877 wurden die ersten Sparbücher gedruckt, bis 1887 waren 23.000 verbreitet.

## Ehrungen
1906 zeichnete ihn Kaiser Wilhelm II. König von Preußen für seine Verdienste in Hohenwalde mit dem Roten Adlerorden der Klasse IV. aus.
Im Dorf Hohenwalde wurde der alte Siedlerweg zum Ernst-Senckel-Weg umbenannt.
Senckels Grab wurde 2006 unter Denkmalschutz gestellt. Im selben Jahr legte die Sparkasse Oder-Spree die Ernst-Senckel-Medaille in Silber und Gold auf (limitiert auf 10 bzw. 20 Stück), mit der sie vor allem verdiente Sparkassenmitarbeiter ehrt.
Anlässlich des 140. Jahrestages der Gründung des Vereins für Jugendsparkassen wurde am 2. November 2020 in Hohenwalde ein Ernst-Senckel-Gedenkstein eingeweiht.

## Werke
- Amtl. Synodal-Berichte, ein offenes Votum in Sachen unserer synodalen Entwickelung, den Kreis, Synoden vom Jahre 1869 gewidmet von … Frankfurt a. O. 1869.
- Ein Leib und Ein Geist. Berlin 1870
- Aus dem Bach: Geistliches und Weltliches in Gedichten. Beck, Berlin 1872
- Geistliche Feier- und Freudenklänge Op. 1. In: Urania: Musik-Zeitschrift für Orgelbau, Orgel- und Harmoniumspiel, Band 34, Berlin 1877.
- Die Schulsparkassen: eine Denkschrift. Berlin, 1878.
- Jugend- und Schulsparkassen. Eine Denkschrift. Ausgabe B. Hrsg. vom Verein für Jugendsparkassen, Frankfurt a. O. 1882.
- Ueber die Erziehung der Jugend zur Sparsamkeit. Magdeburg 1883
- Zur Sparkassen-Reform. v. Hamel, Frankfurt a. O. um 1885.
- Die Einrichtungen der deutschen Schul- und Jugendsparkassen, deren Rechtsverhältnisse, Statuten, Buchführung und Formulare, an 16 Musterbeisp. dargest., nebst Anh.: Zwölfter Bericht des Deutschen Ver. f. Jugendsparkassen üb. d. J. 1891 u. 1892 v. E[rnst] Senckel, Pfarrer zu Hohenwalde b. Müllrose. Selbstv. d. Ver., G. Harnecker, Frankfurt a.O 1893.
- Zur gesetzlichen Regelung und Verwaltung der Schulsparkassen. Verlag Deutsche Lehrerzeitung, Berlin 1894
- Wunderbare Gebetserhörungen. Deutsche Evang. Buch- u. Tractat-Ges., Berlin 1894.
- Ernst Senckel, Georg Zickerow: Die Schul- und Jugendsparkassen. Selbstverl. d. (Deutschen) Vereins (f. Jugendsparkassen), Harnecker [in Komm.], Frankfurt a. O. 1901.
- Hohenwalde-Markendorf (Kr. Lebus): Erinnerungen aus alter und neuer Zeit, zu dem im Jahre 1907 will’s Gott zu feiernden 300-jährigen Jubiläum der Kirche Hohenwalde. Selbstverlag, G. Haernecker [in Komm.], Frankfurt a. O. 1906.
- Musikalische Partitur: Die heilige Nacht, op. 5: O Bethlehem, du kleine: fur 1, 2 und mehr Stimmen. Felix Siegel, Leipzig 19xx
- Die Einrichtungen der deutschen Schul- und Jugendsparkassen, deren Rechtsverhältnisse, Statuten, Buchführung und Formulare, an 34 Beispielen dargest. von E[rnst] Senckel, Pfarrer. Deutscher Verein f. Jugendsparkassen, G. Haernecker [in Komm.], Frankfurt a. O. 1911.